# Anne Heche
Anne Celeste Heche (Aurora, Ohio, 25 de mayo de 1969-Los Ángeles, 11 de agosto de 2022) fue una actriz, realizadora, escenógrafa y productora estadounidense.

## Biografía
Comenzó su carrera como actriz a los doce años en un café teatro para contribuir a la subsistencia familiar. Tres años más tarde fue descubierta por un cazatalentos que le ofreció participar en la serie As the World Turns, algo que ella rechazó para seguir ayudando a su familia. A los diecisiete años, con el título en educación secundaria, se trasladó a Nueva York para actuar en la serie Another World, en el papel de las gemelas Vicki Hudson Frame y Marley McKinnon. Su actuación durante cuatro años le valió un Daytime Emmy Award en 1991.
Ese mismo año abandonó la serie para comenzar su carrera cinematográfica. Después de actuar en una serie de películas sin mayor relevancia, llegaron Walking and talking (1996) y The Juror (1996), junto a Demi Moore. 
Su actuación como esposa de Johnny Depp en Donnie Brasco (1997) le valió varias críticas positivas, como también sus actuaciones en Volcano (1997), junto a Tommy Lee Jones, y La cortina de humo (1997), junto a Robert De Niro y Dustin Hoffman.
Donde más se dio a conocer fue en la comedia romántica Seis días y siete noches (1998) dirigida por Ivan Reitman, junto a Harrison Ford. También intervino en Psycho (1998), el remake de una de las obras más conocidas de Alfred Hitchcock, Psicosis (1960). En esta película interpretó a Marion Crane, papel que antaño interpretó Janet Leigh.

## Vida privada
Fue pareja durante dos años de Steve Martin, y posteriormente del músico Lindsey Buckingham, de Fleetwood Mac. 
En 1997 entabló una relación con la comediante Ellen DeGeneres. La pareja se casó en Vermont, donde en su momento era legal el matrimonio igualitario, pero finalizaron la relación tres años más tarde. Inició una relación con el camarógrafo Coleman Laffon, con el que se casó y tuvo un hijo, Homer, en 2002. El matrimonio se divorció en 2007 y se estipuló que fue debido a una aventura con el actor James Tupper, con el que compartía set de rodaje en Men in Trees. Comenzaron entonces una relación que duraría hasta 2018 y con quien tuvo un hijo, el segundo de Heche, Atlas Heche Tupper, quien nació en marzo de 2009.
El 19 de agosto de 2000 condujo desde Los Ángeles hasta Cantua Creek (unos 350 km) en una todoterreno Toyota. Aparcó el coche y caminó unos 2,4 km antes de llegar a la casa de un rancho. La dueña de la casa, Araceli Campiz, que había visto a Heche en una película, la reconoció y la dejó entrar. Tras beber una cantidad considerable de agua, Heche «se quitó las Nikes y dijo que necesitaba ducharse». Campiz supuso que Heche no estaba bajo los efectos del alcohol o las drogas, pero Heche reveló más tarde que había tomado éxtasis. Después de ducharse, entró a la sala de estar, pidió un par de pantuflas y sugirió que vieran una película. Al cabo de media hora, Campiz se puso en contacto con el departamento de policía. Posteriormente, Heche dijo a los agentes que ella era «Dios y que iba a llevar a todos al cielo en una nave espacial». A continuación fue trasladada en ambulancia al University Medical Center de Fresno e ingresada en la unidad psiquiátrica, pero fue dada de alta a las pocas horas.
Heche declaró que estuvo «loca» durante los primeros treinta y un años de su vida, y que esto se debió a los abusos sexuales que sufrió por parte de su padre durante su infancia. En una serie de entrevistas con Barbara Walters, Matt Lauer y Larry King para promocionar su autobiografía Call Me Crazy (Llámenme loca) en 2001, declaró en la televisión nacional que creó un mundo de fantasía llamado «Cuarta Dimensión» para sentirse segura, y que tenía un alter ego llamada «Celestia» y que le permitía mantener contactos con formas de vida extraterrestre. Dijo que se había recuperado de sus problemas de salud mental tras el incidente de Cantua Creek y que había dejado atrás su alter ego.

## Accidente de tráfico y fallecimiento
El viernes 5 de agosto de 2022 se vio involucrada en dos accidentes de tráfico en Los Ángeles, el primero de ellos cuando el vehículo  que conducía chocó contra un garaje en un complejo de apartamentos. Tras la primera colisión, fue vista dándose a la fuga con su vehículo para posteriormente impactar a gran velocidad contra una residencia, colisión que la dejó con graves quemaduras. Un video grabado instantes previos a la segunda colisión muestra su automóvil circulando a altísima velocidad por una calle del barrio, seguido por el sonido del choque unos segundos después. La colisión y el resultante incendio estructural requirieron la ayuda de cincuenta y nueve bomberos que tardaron sesenta y cinco minutos en extinguir las llamas y rescatarla de su vehículo. La casa tuvo fallo estructural y quedó inhabitable. Su inquilina sufrió lesiones de poca consideración, pero afirmó que tanto ella como sus mascotas estuvieron a punto de morir, y que había perdido todas sus pertenencias en el incendio que se desató tras la colisión.
Agentes de la autoridad  afirmaron que «se presume que Heche estaba conduciendo bajo los efectos de alguna sustancia y comportándose de manera errática» en ambos accidentes. El Departamento de Policía de Los Ángeles afirmó que un análisis sanguíneo preliminar confirmó la presencia de narcóticos en el cuerpo de Heche, aunque se requieren exámenes toxicológicos más exhaustivos, que podrían tardar semanas, para determinar con exactitud las sustancias psicoactivas que podría haber tomado.Sin embargo, el resultado final de la autopsia y el informe toxicológico desvelaron que no conducía bajo la influencia de drogas o alcohol. A pesar de que el informe forense del condado de Los Angeles había dado positivo por benzoilecgonina, un metabolito inactivo de la cocaína, esto indicaba que había consumido en el pasado, pero que no estaba drogada en el momento del accidente. 
Heche fue sacada del lugar del accidente en una camilla por bomberos con su cuerpo cubierto completamente por una sábana y sujeta por correas a la altura de las rodillas y el pecho cual cadáver, en última instancia y para sorpresa de todos, cuando iba a ser conducida al hospital y antes de ser introducida en la ambulancia se destapó y se incorporó con intenciones de levantarse. Desde entonces, estuvo en coma en la unidad de cuidados intensivos de un hospital paramédico de la ciudad. Sufrió una lesión grave de pulmón y quemaduras graves. El 8 de agosto un representante de Heche afirmó que estaba en coma en estado extremamente crítico y con ventilación asistida debido a las lesiones pulmonares. En un comunicado de fecha 11 de agosto, realizado por la familia de la actriz, afirmaron que no albergaban esperanzas de que sobreviviera, ya que el accidente le había producido anoxia cerebral, y que la mantenían con soporte vital para determinar la viabilidad de la donación de sus órganos, que siempre había sido su expreso deseo al declararse donante de órganos. Fue diagnosticada de muerte cerebral unas horas después de la publicación del comunicado familiar. El 14 de agosto su familia comunicó oficialmente su fallecimiento tras haber sido desconectada del soporte vital que la mantenían con vida a fin de que sus órganos fueran donados como ella siempre quiso.
La fecha de su fallecimiento fue declarada oficialmente el 11 de agosto, según el informe del cuerpo médico forense del condado de Los Ángeles. Asimismo, se estableció que la causa de muerte fue debida a la inhalación de humo y distintas lesiones provocadas por las quemaduras en su cuerpo, siendo la fractura del esternón otra lesión significativa.

## Filmografía
| Año  | Título                              | Personaje            | Observaciones                          |
| ---- | ----------------------------------- | -------------------- | -------------------------------------- |
| 1993 | An Ambush of Ghosts                 | Denise               |                                        |
| 1993 | Las aventuras de Huckleberry Finn   | Mary Jane Wilks      |                                        |
| 1994 | I'll Do Anything                    | Claire               |                                        |
| 1994 | Milk Money                          | Betty                |                                        |
| 1994 | Girls in prison                     | Jennifer             |                                        |
| 1994 | A Simple Twist of Fate              | Compañera de Tanny   | No acreditada                          |
| 1996 | The Juror                           | Juliet               |                                        |
| 1996 | Wild Side                           | Alex Lee/Johanna     |                                        |
| 1996 | Pie in the Sky                      | Amy                  |                                        |
| 1996 | Walking and Talking                 | Laura                |                                        |
| 1997 | Donnie Brasco                       | Maggie Pistone       |                                        |
| 1997 | Volcano                             | Dra. Amy Barnes      |                                        |
| 1997 | I Know What You Did Last Summer     | Melissa 'Missy' Egan |                                        |
| 1997 | Wag the Dog                         | Winifred Ames        |                                        |
| 1998 | Psicosis                            | Marion Crane         |                                        |
| 1998 | Return to Paradise                  | Beth Eastern         |                                        |
| 1998 | Seis días y siete noches            | Robin Monroe         |                                        |
| 1999 | The Third Miracle                   | Roxane               |                                        |
| 2000 | Auggie Rose                         | Lucy                 | También conocida como Beyond Suspicion |
| 2001 | Prozac Nation                       | Dra. Sterling        |                                        |
| 2001 | On The Edge                         |                      | Dirección y guion                      |
| 2002 | John Q.                             | Rebecca Payne        |                                        |
| 2004 | Birth                               | Clara                |                                        |
| 2004 | La muerte no miente                 | Emily Parker         |                                        |
| 2004 | Gracie's Choice                     | Rowena Lawson        |                                        |
| 2005 | Sexual Life                         | Gwen                 |                                        |
| 2007 | What Love Is                        | Laura                |                                        |
| 2007 | Suffering Man's Charity             | Helen                |                                        |
| 2007 | Superman: Doomsday                  | Lois Lane            | Voz                                    |
| 2008 | Toxic Skies                         | Dra. Tess Martin     |                                        |
| 2009 | Spread (American Playboy en España) | Samantha             |                                        |
| 2011 | Cedar Rapids                        | Joan Ostrowski-Fox   |                                        |
| 2013 | Nada que temer                      | Wendy                |                                        |
| 2014 | La leyenda de Korra                 | Suyin Beifong        | Voz                                    |
| 2015 | Wild Card                           | Roxy                 |                                        |
| 2016 | Catfight                            | Ashley               |                                        |
| 2018 | Chicago P.D.                        | Katherine Brennan    |                                        |
| 2019 | The Best of Enemies                 |                      |                                        |
| 2020 | Sin rastro                          | Wendy Michaelson     |                                        |
| 2021 | 13 Minutes.                         | Tammy                |                                        |
| 2022 | Girl in Room 13                     | Janie                |                                        |
| 2023 | Supercell                           | Anne                 |                                        |